# اوگو گابریلی
اوگو گابریلی (انگلیسی: Ugo Gabrieli؛ زادهٔ ۶ ژوئن ۱۹۸۹) بازیکن فوتبال اهل ایتالیا است.
از باشگاه‌هایی که در آن بازی کرده‌است می‌توان به باشگاه فوتبال کوزنتسا کالچو و باشگاه فوتبال لچه اشاره کرد.
وی همچنین در تیم‌های ملی فوتبال زیر ۱۸ سال ایتالیا و زیر ۱۹ سال ایتالیا بازی کرده‌است.